# Ainsi soient-elles (film)
Pour les articles homonymes, voir Ainsi soient-elles.
Pour plus de détails, voir Fiche technique et Distribution.
Ainsi soient-elles est un film franco-germano-espagnol
 de 1995
réalisé par Patrick Alessandrin et Lisa Azuelos.

## Scénario sommaire
1994. Tous les  dimanches, trois jeunes femmes, amies de longue date, se retrouvent à la piscine, et se parlent de leurs amours.
Marie (jouée par Marine Delterme) est agent de change et organise sa vie professionnelle et ses amours, elle pratique une "sexualité utile". Un soir, elle sera violée, à la suite de quoi elle se découvrira enceinte. 
 
Alice (Amira Casar) rêve au grand amour, mais étudiante dominée par un père autoritaire, elle a avec les hommes des relations difficiles. 
 
Jeanne (Florence Thomassin) vit mal sa relation avec son mari et décide de gagner sa vie elle-même, quitte à se prostituer.

## Fiche technique
- Réalisation : Patrick Alessandrin et Lisa Azuelos
- Scénario : Patrick Alessandrin et Lisa Azuelos
- Décors : Miguel López Pelegrín
- Costumes : Titou Lauga, Brigitte Nierhaus
- Prise de vues : Javier Aguirresarobe
- Montage : Pablo Blanco, Michèle Hollander
- Composition de la musique : Dele 'Ski' Shekoni
- Distribution des rôles : Pierre-Jacques Bénichou
- Producteurs : Yannick Bernard, Mate Cantero et Patrick Alessandrin (coproducteur)
- Producteur associé : Antoni Maria C. Baquer
- Producteur exécutif : Ilya Claisse
- Société(s) de production :  Bioskop Film, Final Cut, Indigo Films
- Format : couleur
- Pays d'origine :  France
- Genre : comédie
- Durée : 106 minutes
- Dates de sortie :	
  -  France : 25 janvier 1995
- Film interdit aux moins de 16 ans lors de sa sortie en salles en France

## Distribution
- Marine Delterme : Marie
- Amira Casar : Alice
- Florence Thomassin : Jeanne
- Vincent Cassel : Éric
- Geneviève Mnich : La mère d'Éric
- Marie Laforêt : La mère de Marie
- Marc de Jonge : Jean
- Jules Nassah : Rémi
- Natacha Lindinger : La jeune femme sur la terrasse
- Stéphane Boucher : Le conducteur du R.E.R.
- Thomas Kretschmann : Franck
- Jean-Philippe Écoffey : Marco
- Louis-Do de Lencquesaing : Laurent
- Manuel de Blas : 	Père d'Alice
- Arnaud Viard : L'inconnu terrasse
- Foued Nassah : (non crédité)
- Antoine Basler : (non crédité)